# День любви (Грузия)
День любви — светский праздник, который отмечается в Грузии ежегодно 15 апреля. «День любви» не является нерабочим днём.

## История и празднование
Инициатива проведения этого праздника в Грузии принадлежит одному из деятелей национального шоу-бизнеса Бесику Чубинидзе. Идея Бесика пришлась по душе многим грузинским депутатам и «День любви» был провозглашён, в конце XX века, парламентом Грузии. 
Изначально праздник задумывался, как альтернатива западноевропейскому «Дню влюблённых» («День Святого Валентина»), но вышло иначе. Грузинские влюблённые с энтузиазмом встретили новый праздник, но и старый отмечать не перестали.
В «День любви» в Грузии влюблённые дарят друг другу подарки, букеты цветов, конфеты, парфюмерию, делают друг другу всевозможные приятные сюрпризы или делают предложения создать семью. 15 апреля в Грузии продаётся значительно больше цветов и сувениров, чем в обычные дни.
Помимо «Дня любви», православные христиане в Грузии, по инициативе Грузинской православной церкви, отмечают 16 июля «День духовной любви».